# Urho Teräs
Urho Teräs (né le 7 juillet 1915 à Turku en Finlande et mort le 8 août 1990 dans la même ville) est un joueur de football international finlandais, qui évoluait au poste d'attaquant.
Il est connu pour avoir terminé meilleur buteur du championnat de Finlande lors de la saison 1944 avec neuf buts (à égalité avec le joueur Leo Turunen).